# Локріс
Локріс або Локрида ( [ˈloʊkrɪs[непідтримувані символи]ˈlɒk-] ;  грец. Λοκρίδα, трансліт. Lokrída  ; дав.-гр. Λοκρίς, трансліт. Lokrís     ) був регіоном Стародавньої Греції, батьківщиною локрів, що складався з трьох окремих районів.

## Локрійське плем'я
Місто Локрі в Калабрії ( Італія ), також відоме в давнину як «Епізефірійський Локріс (Локрида)», було колонією, заснованою локріанцями у Великій Греції . Існують певні розбіжності щодо того, чи були відповідальні за це ті з Опунційського Локріса чи з Озолійського Локріса.

## Стародавній Локріс
Територія локрів була розділена Доріс і Фокідою на три частини, можливо, через раннє вторгнення в прилеглу локрійську державу. Цей факт у поєднанні з безплідністю регіону означав, що локри, як правило, перебували під домінуванням своїх сусідів і не відігравали незначної ролі в історії Греції.

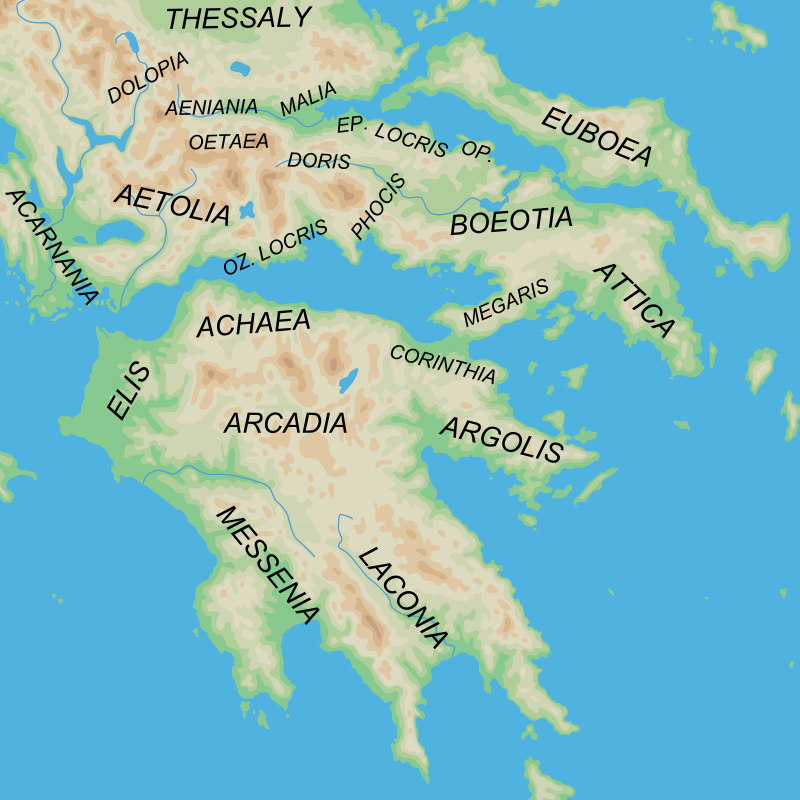
Розташування Локріса по відношенню до інших регіонів.

На південний захід від Фокіди була Озолійська Локріда, розташована на північному узбережжі Коринфської затоки, між Навпактом і Крізою . Головними містами Озолійської Локриси були Амфісса і Наупакт, який був його морським портом . На північний схід від Фокіди знаходився Опунтський Локріс, названий на честь свого головного міста Опус . Нарешті, на північ від Фокіди була Епікемідійська Локріда, розташована біля перевалу Фермопіли . 
Опунційські локри та епікемідійські локри часто розглядаються як один народ, відокремлений у звичаях та інтеграції до еллінської культури від озолійських локрі, які вважаються менш цивілізованими з двох. Території опунційських локрис і епікемідійських локрис не були суцільною одиницею, а були відокремлені одна від одної Фокідою 
Головними містами Озолійської Локриси були Амфісса і Наупакт . Сьогодні ця територія є частиною Етолії-Акарнанії та Фокіди .

### Опунтський Локріс
Головними містами Опунтії Локрис були Опус і Ларімна . Сьогодні Опунтський Локріс є частиною сучасної Фтіотіди .
Головними містами епікемідійської Локриди були Нікея і Троній. Сьогодні епінемідійський локрис входить до складу сучасної Фтіотіди.

## Провінція
Провінція Локріс ( грец. Επαρχία Λοκρίδας   ) була однією з провінцій префектури Фтіотіда. Його столицею було місто Аталанті . Його територія відповідала території нинішніх муніципалітетів Амфіклея-Елатея, Локрой і Камена Вурла .  Його скасували в 2006 році.

## Зовнішні посилання
- Вікісховище має мультимедійні дані за темою: Локріс</img>
- Локріс [Архівовано 8 серпня 2020 у Wayback Machine.] ( веб-сайт "Платон і його діалоги" [Архівовано 20 травня 2022 у Wayback Machine.] )